# جورج هيتشكوك (شاعر)
جورج هيتشكوك (بالإنجليزية: George Hitchcock)‏ هو شاعر أمريكي، ولد في 2 يونيو 1914، وتوفي في 27 أغسطس 2010.